# Prakash Karat
Prakash Karat, född 1948 i Rangoon, är generalsekreterare för det indiska politiska partiet Communist Party of India (Marxist) sedan 11 april 2005.